# Aspidodiadematoides
Els aspidodiadematoides (Aspidodiadematoida) són un ordre d'equinoïdeus, que inclou eriçons de mar que viuen a gran profunditat en mars tropicals.

## Característiques
Tots els membres dels dos gèneres actuals, Aspidodiadema i Plesiodiadema, es troben en mars tropicals a profunditats batials i abisals, sovint als vessants submarins d'illes. Els gèneres Culozoma,  Eosalenia  i  Gymnotiara  només es coneixen a partir del  registre fòssil. L'estudi del desenvolupament larvari de  Aspidodiadema jacobyi  suggereix que la família ha de ser elevada a l'estatus d'ordre, com a clade germà de l'ordre Diadematoida, o possiblement ser considerada com un clade germà de les altres famílies dins d'aquest ordre.

## Taxonomia
L'ordre Aspidodiadematoida inclou només família Aspidodiadematidae, amb dos gèneres i 18 espècies actuals i tres gèneres fòssils:
- Aspidodiadema
- Plesiodiadema
- Culozoma †
- Eosalenia †
- Gymnotiara †